# 화암정
화암정(花岩亭)은 대한민국 충청남도 공주시 사곡면 호계리에 있는 일제강점기 때의 정자이다. 1997년 6월 5일 공주시의 향토문화유적 제6호로 지정되었다.

## 개요
이 정자(亭子)는 1935년 사곡면 지역 유지들이 발의하여 보기에도 아름다운 꽃바위가 있어 이곳에 정자를 세우고 화암정(花岩亭)이라 이름지었다.
앞에 흐르는 유구천에서 가장 경치가 좋은곳으로 여름철이면 노인들과 지나가는 여행객들이 찾아와 풍류를 즐기며 더위를 식히는 장소로 유명하다.

## 참고 자료
- 화암정 - 디지털공주문화대전